# Молочний тост

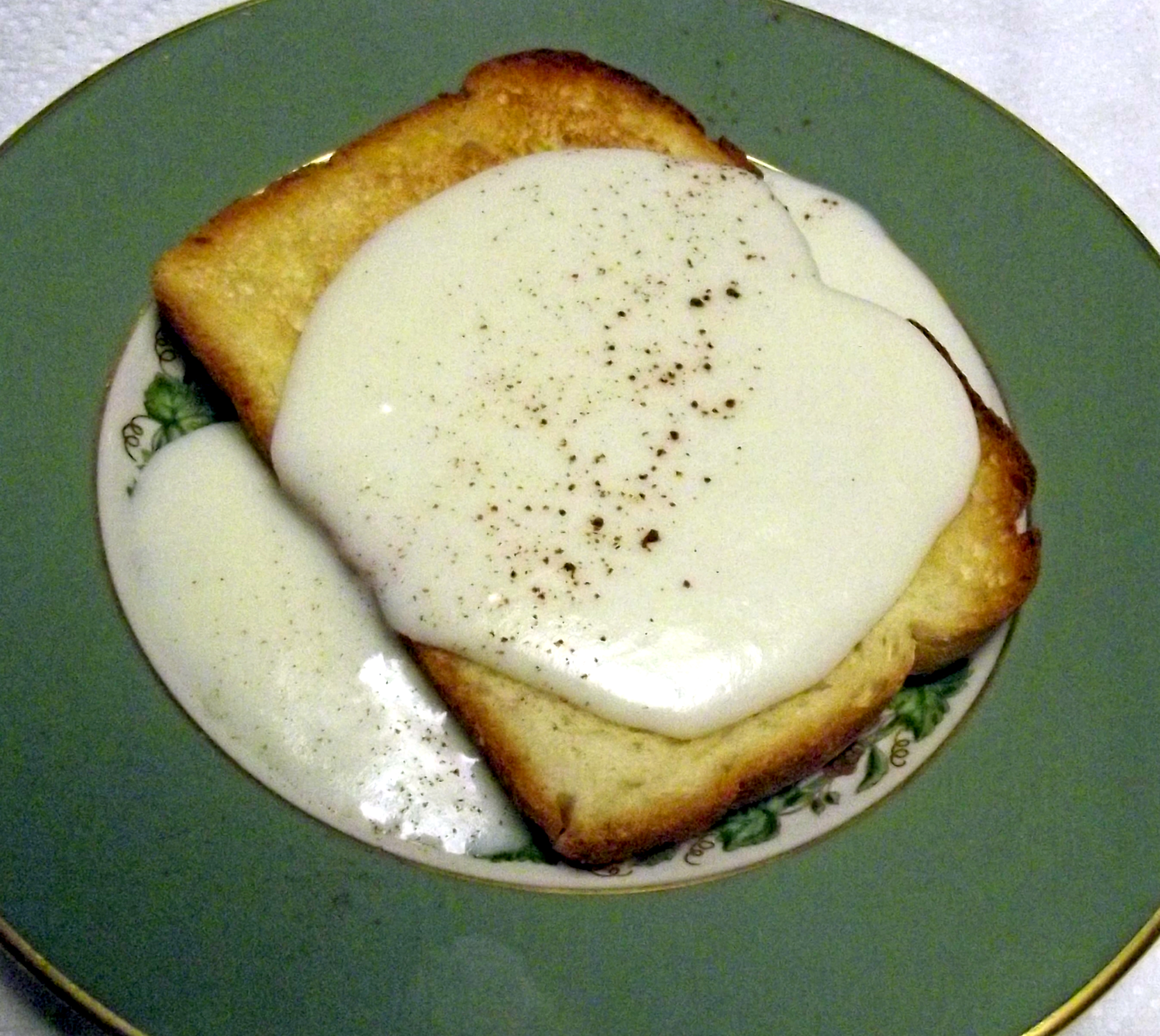
Варіант молочного тосту, що складається з підсмаженого хліба з пахта, покритого білим соусом та корицею

Молочний тост — це страва для сніданку, що складається з підсмаженого хліба на теплому молоці, як правило, з цукром та маслом. Можуть бути додані сіль, перець, паприка, кориця, какао, родзинки та інші інгредієнти. У новоанглійському регіоні США молочний тост це тост, який занурюється у білий соус на молочній основі.
Молочні грінки були популярною їжею протягом кінця XIX — початку XX століть, особливо для маленьких дітей та реконвалесцентів, для яких страва вважалася заспокійливою та легко засвоюваною. Хоча і не такий популярний у 2000-х роках, молочний тост все ще вважається комфортною їжею.

## Огляд
Письменник М. Ф. К. Фішер (1908–1992) назвав молочний тост «теплою, м'якою, заспокійливою річчю, сповненою невинних сил», і написав, як їсти молочний тост у знаменитому ресторані разом із другом, що одужує, маленьке сучасне диво гастрономії». Вона зазначає, що її домашні посібники з кухні навіть перелічують їх у розділі «Годування хворих» або «Недійсні рецепти», аргументуючи це тим, що молочний тост був «інстинктивним паліативом, чимось на зразок кип'яченої води». Фішер також зазначає, що для справжнього комфорту може знадобитися ритуал. У її улюбленій версії молочних грінок молоко змішане 50/50 зі згущеним вершковим томатним супом Кемпбелл у глечику під назвою бокаліно в італійській Швейцарії, де вона його отримала.

## За межами Нової Англії

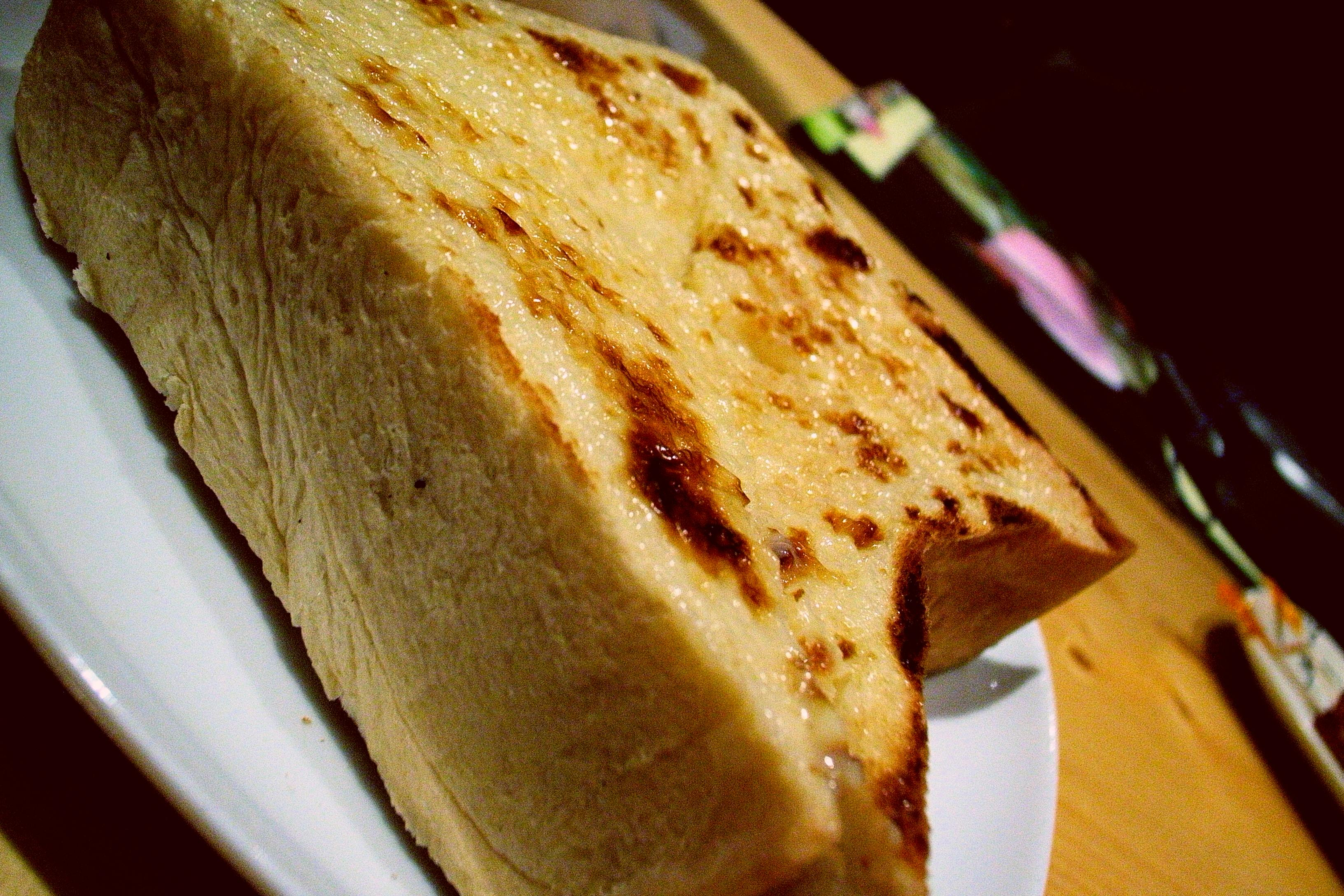
Молочний тост, приготовлений зі згущеним молоком

Молочний тост — це десерт, який подають у багатьох азійських кав'ярнях з молочним чаєм. Він складається з густого збагаченого підсмаженого білого хліба зі згущеним молоком зверху.

### У Сербії
Масоніка, або попара, — це десерт, схожий на молочний тост, який можна подавати в будь-який час доби. Його часто роблять зі свіжим теплим молоком та одноденним хлібом.

### У Норвегії та Швеції
Традиційна скандинавська страва, схожа на молочний тост, по-норвезьки називається soll, а по-шведськи bryta. Він складається з розламаного плоского бродя (тонкий вафельний хрусткий хліб), тунброда або сухого хліба, який подається в мисці з холодним молоком (часто плівковим ) і підсолоджується цукром тощо. Солл був повсякденною стравою для селян та часто подавався як проста вечеря ввечері. Взимку солл іноді подавали як сніданок з підігрітим молоком.

### На південному заході США
У кухні нової мексики  молочний тост називають leche cocida, що означає «варене молоко». Підсмажений хліб рветься на шматки і кладеться в миску. Молоко готують з невеликою кількістю вершкового масла, солі та перцю, перш ніж заливати хліб. Це їжа, пов'язана з витратою надлишку молока, можливо, з часів Доставки молока. 

## У популярній культурі
М'якість молочного тосту послужила натхненням для імені боязкого та неефективного персонажа коміксу Каспара Мілкетоаста, намальованого Х.Т. Вебстером  з 1924 по 1952 рік Таким чином, термін "milquetoast" увійшов до мови як ярлик для полохливої, вибачливої людини.

## Дивитися також
- Соп
- Траншеєкопач
- Ізюм тости
- французький тост
- Кроке-мосьє
- Пудинг з хліба та масла
- Список хлібних страв
- Список страв з тостів